# Ranulphe de Selve
Pour les articles homonymes, voir Selve.
Ranulphe de Selve dit de Monteruc, le cardinal de Sisteron, né à Sadroc, en Limousin (dans l'actuel département de la Corrèze), en 1351, et mort à Rome le  15 août 1382, est un cardinal français du XIVe siècle.
Il est un petit-neveu du pape Innocent VI (1282-1362) et un neveu du cardinal Pierre de Selve dit de Monteruc (mort en 1385). 
Ranulphe de Selve dit de Monteruc est aussi connu sous le nom de Ranulphe de Gorze.

## Repères biographiques
Ranulphe de Monteruc étudie à l'université de Montpellier et est chanoine à la cathédrale de Tournai. Il est nommé évêque de Sisteron en 1370.
Il fut évêque de Sisteron de 1370 à 1378 puis De Monteruc est créé cardinal par le pape Urbain VI lors du consistoire du 18 septembre 1378. Le cardinal de Monteruc est régent de la chancellerie apostolique à partir de 1378, où son oncle le cardinal Pierre de Monteruc décédé le 30 mai 1385 (grégorien), est chancelier.
Décédé le 15 août 1382 à Rome, il est inhumé le 16 août 1382 à Rome dans la basilique Santa Pudenziana, via Urbana, 160.

## Armoiries
Ranulphe de Selve dit de Monteruc portait un blason de gueules au chevron d’argent, accompagné en chef de deux étoiles et en pointe d’un rocher, le tout du même.

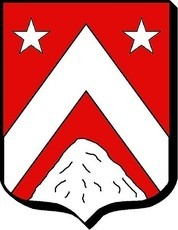
Armoiries de "de SELVE dit de Monteruc", Corrèze